# بني هلال (محافظة الدقهلية)
قرية بنى هلال هي إحدى القرى التابعة لمركز المنزلة في محافظة الدقهلية في جمهورية مصر العربية. حسب إحصاءات سنة 2006، بلغ إجمالي السكان في بنى هلال 2766 نسمة، منهم 1323 رجل و1443 امرأة.